# 广西文革屠杀
广西文革屠杀，又称广西大屠杀，广西屠杀等，是中华人民共和国文化大革命（以下简称“文革”）期间，在广西壮族自治区发生一系列私刑、直接屠杀事件，集中发生于1967年－1968年间，中国大陆1980年代官方统计死亡人数为10万－15万。当时的杀戮方式包括砍头、棒打、活埋、石砸、水淹、剖腹、挖心、掏肝和炸药炸等。
文革屠杀期间，广西武宣、武鸣等县区发生了非饥荒情况下的大规模人吃人事件。早期官方档案披露至少137人被吃、参与食用他人尸体者可能多达数千人，而《广西文革机密档案资料》显示有名有姓或有统计数字的被吃者至少有302人、参与者成千上万。另有学者引述广西民间调查，有名有姓的被害人有421人被吃，不同调查都显示全广西约有30个县市发生过「人吃人」事件。
在文革结束后的拨乱反正时期，广西屠杀事件以及吃人事件的部分参与者受到了不同程度的惩罚，而屠杀主要组织者韦国清则升任中央职务，未获处罚。据《广西文革机密档案资料》一书中引用的中共广西区委整党领导小组的统计结果，共有包括1.8万国家干部在内的5.3万余人被法办或处分，至少10名组织或积极参与杀人者被判处死刑。其中在武宣县（至少有38人被吃）有15人被起诉、最高被判有期徒刑14年，91名参与吃人事件的中国共产党党员被开除党籍，39名非共产党员遭降职或降薪处理。
虽然食人事件得到广西的共产党机关以及民兵团体领导支持，但无直接证据显示包括毛泽东在内的中共中央领导人，曾支持或知晓吃人事件。不過有学者指出，1968年夏，武宣县老干部王祖鉴等人通过内部渠道，向中央递送了吃人事件的报告，该报告后来刊登在《人民日报》内参上发给省军级官员。

## 屠杀历史

### 历史背景

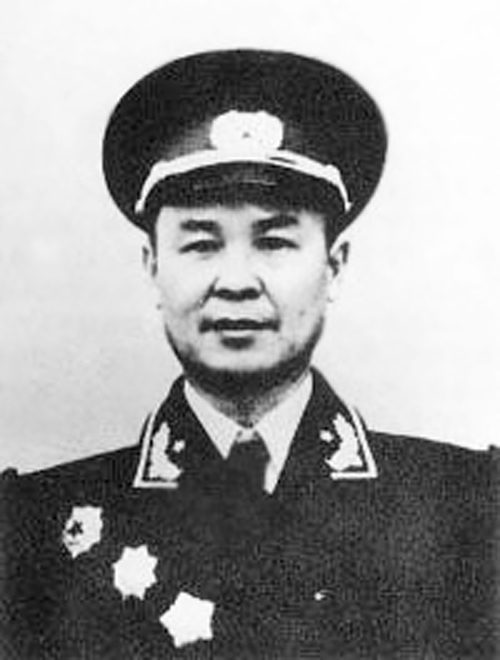
时任广西自治区主席、广西壮族自治区革命委员会主任韦国清

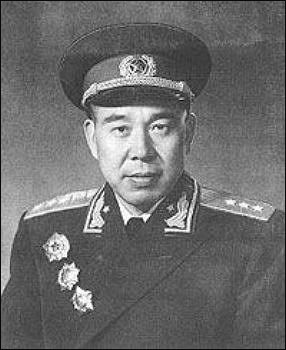
时任广州军区司令（下辖广西军区）、广东省革命委员会主任黄永胜

1966年5月，毛泽东在中国大陆发动并领导了文化大革命。自1967年1月上海的“一月风暴”起，各地造反派向党政机关发起了夺权运动，但随后各群众组织之间亦产生了诸多矛盾，分裂为互相对立的团体。1967年3月起，广西壮族自治区的军队、群众中逐渐形成了两大对立阵营：一个阵营无条件支持广西自治区领导人韦国清出面领导广西的文化大革命，并于5月11日正式在广西南宁成立“无产阶级革命造反派联合指挥部”（简称“联指”），为广西主要保守派群众组织；另一个阵营反对无条件支持韦国清，并要求要韦作检查后再定，该阵营被称为“4·22”阵营，4月22日正式成立于广西南宁，为广西主要造反派群众组织。
1967年8月24日，周恩来第五次接见广西两派代表，表示支持“4·22”，广西有大批干部随即表态支持“4·22”，而广西军区最初支持“联指”，随后则检讨了自身的“路线错误”，转而表示支持“4·22”，但实际上仍暗中支持“联指”。1967年当年，全广西除桂林市、南宁等地外，“4·22”都处于劣势地位。
1968年2月，广州军区（下辖广西军区）下令将支持“4·22”的军队调走，4月，广州军区司令员黄永胜内定“4·22”为反动组织，于是开始镇压“4·22”。 与此同时，韦国清等人炮制了“中华民国反共救国团”，于6月17日发布《关于破获“中华民国反共救国团广西分团”的反革命案件公告》，并将“4.22”与该团体挂钩，鼓动检举、揭发以及“剿灭反共救国团匪徒”。

### 历次屠杀
屠杀第一阶段发生在1967年秋冬（年底）至1968年春，主要发生在广西农村地区，受害者多为四类分子及其子女、家属，也包括一些支持“4·22”观点的人。譬如灵山县“贫下中农造反总部”（联指）于1968年初召开会议，全县统一行动，共杀死2,900多人。
屠杀第二阶段发生在1968年春夏，广西各县大部分已成立革命委员会，并以“保卫红色政权”和抓捕“反共救国团”的名义进行有组织、有计划地杀人，多数杀戮是在各县革委会领导下进行的。此阶段的屠杀与广东文革屠杀相关联，受害者包括大批“4·22”成员以及倾向或支持“4·22”的干部和群众。与此同时，“联指”和“4.22”两派在桂林爆发大规模武斗，仅6月6日至13日的七天内，两派即进行了17次武斗。1968年7月，针对广西地区攻击铁路、军队的情况，中共中央、国务院、中央军委、中央文革小组曾公布了《七·三布告》意图制止武斗。
屠杀第三阶段是在《七·三布告》发布后，广西地区反利用《七·三布告》继续滥杀，此时农村地区“4·22”的大小头目和骨干成员大部分已被用“反共救国团”的罪名消灭，掌权者和其所扶持的“联指”随即向城市开刀，集中表现在湘桂铁路线上的南宁、桂林二市。1968年7－8月，广西军区调动大批部队，与“联指”成员一同围攻“4·22”控制的南宁，造成万余人死亡。此后，8月20日爆发“八二○事件”，桂林地区的支左部队、武装民兵、“联指”成员等大规模抓捕“4·22”成员，该事件及后续导致桂林市和桂林地区12个县内共一万余人被枪杀、打死或逼死。

#### 中央态度
值得注意的是，在第三阶段的屠杀前后，全国多数省份都已完成“夺权”并成立了革命委员会，而为了制止各地持续武斗，毛泽东从最初的支持和利用开始转为打压、否定直至抛弃红卫兵造反派，进而支持“毛泽东思想宣传队”以控制局势。研究学者指出，中央最高领导层包括毛泽东、林彪和周恩来等人，都表示支持韦国清在广西镇压造反派，因为他们此时已经完全偏信了以韦国清为首的广西革命委员会筹备小组和广西军区的汇报，批准了动用军队对“4.22”造反派进行武力镇压。
在第三阶段的屠杀期间，1968年7月25日，周恩来、陈伯达、康生、黄永胜、温玉成、姚文元等一批中央领导人在北京人民大会堂接见广西两派的代表及党政军领导干部，会上康生、黄永胜、温玉成等人抨击“4·22”，周恩来也一反去年曾表扬“4·22”的态度对其进行了严厉批评。周恩来和康生等人都将广西“4·22”、广东的造反派组织“红旗派”与韦国清等人炮制的“反共救国团”联系在了一起，还将“4·22”与所谓“清华-北航黑会”相联系。7月28日凌晨，因清华大武斗的“七·二七事件”，毛泽东紧急召见北京红卫兵造反派五大领袖，与会中央领导大骂“4·22”的同时，把广西文革和清华文革联系起来，几乎将清华、北航为代表的北京造反派当作“4·22”的后台一同斥责，毛泽东甚至批判韩爱晶道“你们把广西4·22藏起来了，广西学生住在北航。” 此后，红卫兵造反运动衰败，文革进入下一阶段。

### 屠杀方式
文革期间，广西大屠杀的屠杀方式包括砍头、棒打、活埋、石砸、水淹、开水浇灌、集体屠杀、剖腹、挖心、掏肝、割生殖器、零刀剐、炸药炸、轮奸后捅死、绑在铁轨上让火车轧死等等。部分屠杀事件针对男性，被害者的妻女常常被强行分配给凶手们为妻，给受害的女性带来长期的精神创伤。
- 柳州钢铁厂“联指”派的头目岑国荣等人，在该厂“4·22”派成员黄日高的背上绑上炸药，一按电钮，炸得黄骨肉横飞，还美其名曰“天女散花”，以此取乐[1]。
- 1968年，一位武宣县中学的地理老师吴淑芳被学生打死，尸体被移至黔江边，学生拿枪强迫另一名老师将吴淑芳的心和肝取出，此后学生将内脏拿回学校，烧烤进食[6][9][46]。
- 1968年，宾阳县芦墟区南山公社六炭村的居民吴日生，在被拉去临打死前，其已怀孕7个多月的妻子带着他们的三个孩子到现场哀求，希望不要打死她的丈夫，结果连她和其中两个孩子也被打死，只剩下一个4岁的女儿被打伤幸存[45][47]。
- 蒙山县一个村大杀“牛鬼蛇神”，连吃奶的孩子也不放过。先杀其父母，后用绳索往孩子们脖子上一套，拖上就走。案卷上凶手们的供词：“我们套上就跑，背后大路上尘土飞扬。……”没到地方，孩子们大多已被勒死、拖死，连哭都没哭一声。把孩子们扔进一废弃的防空壕，再抱起大石往里砸……。[48][8]

## 死亡人数

### 中央调查组
文革结束后至拨乱反正时期、改革开放初期，大批人士不断赴北京上访，反映广西文革期间的屠杀及人吃人事件，但文革中成立的广西自治区党委对这些事件一概否认。与此同时，由于韦国清及其政治势力的干预，文革后广西地区开展的处理文革遗留问题（简称“处遗”）的工作受到阻碍，韦本人则升任中央职务。自1981年起，中共中央领导人胡耀邦、习仲勋等先后派出三个工作组，由李锐、周一锋等中纪委、中组部、公安部等的领导负责或直接挂帅去广西进行调查。中央调查组直接对胡耀邦等中央领导人负责，领导人曾多次接见调查组，听取汇报并给予指示。改组后的广西壮族自治区党委也组织了超过10万名干部，在全区开展“处遗”工作，历时近5年。

#### 第一批调查组
1981年4月，中央纪律检查委员会、中共中央办公厅、中组部、公安部、最高人民法院、最高人民检察院组织成立“中央赴广西落实政策，文化大革命问题调查组”，派出20多人的调查组。
1981年6月，调查结束，根据汇报认为死亡人数不少于10万人，而干部和普通民众认为的死亡人数分别有20万、有50万之说；主政广西的韦国清与最高人民法院副院长何兰阶私下谈话中，韦认为死亡人数为15万人。中共广西壮族自治区党委第一书记乔晓光对中纪委的汇报是“文革十年，广西死了（非正常死亡）70,400人”。

#### 第二批调查组
1983年3月，中共中央作出决定，成立“中央机构改革领导小组赴广西工作组”，派出一个40人的工作组前往广西。
1984年1月，中共中央工作组最终统计，广西壮族自治区文革期间非正常死亡的有名有姓有地址的人数为8.97万人，全区失踪2万余人，无名无姓的死者3万多人：其中，两派武斗死亡3,700人，逼死7,000人，其余7.9万多人是被有组织、有计划、有领导地打死和枪杀的；仅在南宁地区14个县，死人在千人以上的就有8个，光一个宾阳县就死了3,777人。

### 学者研究
在广西自治区所辖的83个县中（文革期间），加州大学尔湾分校教授苏阳于2006年详细研究了其中65个县的公开县志，发现43个县志记录有屠杀事件、其中15个县的屠杀人数超过1,000人，而所有发生集体屠杀的县平均死亡数为526人。此外，文革史学家宋永毅认为，广西官方公开出版的县志中所记载的死亡人数与官方机密档案里的统计数据有诸多差别，其公开出版物“存在着严重的混淆真假的史实问题”。比如灵山县官方机密档案里记载的受难者人数为3,220人，但在公开出版的县志里却只记载了8人，再比如宾阳县的公开数据显示只有37人被害，而官方机密档案里则记载3,951人。
对于屠杀的机制和动机，在《文革时期中国农村的集体杀戮》一书中，苏阳提出了所谓“社区模型（community model）”来解释集体杀戮行为，挑战主流种族灭绝研究中所采用的“国家政策模型（state policy model）”。而在《文革大屠杀》一书中，宋永毅则认为“文革中的屠杀和暴力，大都是一种国家机器的行为，即政权对公民的直接杀戮”。

## 大规模人吃人事件

### 官方调查

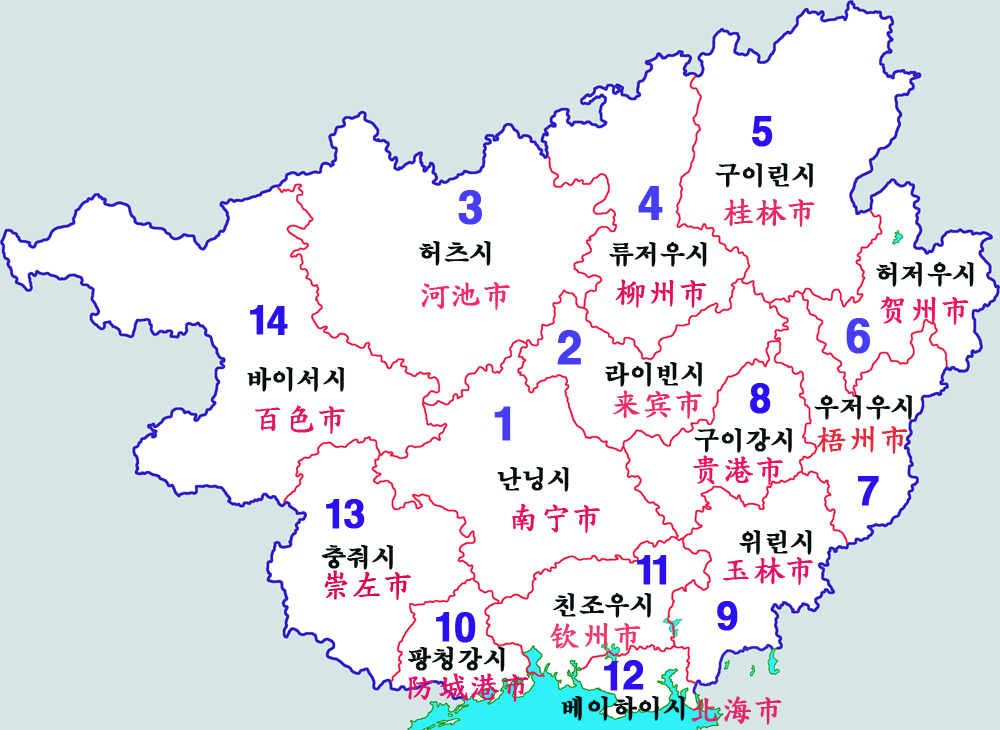
广西壮族自治区地图。其中，武宣县属来宾市 (Note: 当时先后属柳州专区（1967年－1971年）和柳州地区（1971年－1976年）。)，武鸣县属南宁市 (Note: 当时先后属南宁专区（1967年－1971年）和南宁地区（1971年－1976年）。)，上思县属防城港市 (Note: 当时先后属钦州专区（1967年－1971年）和钦州地区（1971年－1976年）。)。

文化大革命期间，广西地区发生了大规模人吃人事件，依据中国作家郑义私下偷运到海外的部分官方档案显示，至少137人在1960年代末被吃，其中近90%仅心脏和肝脏被食用，而参与食用他人尸体的人数可能达数千人。档案记载，吃人的方式包括晚饭后点心、将肉切成片并举办大型聚会、将人肉分成几大块给每个人带回家煮、烧烤人肝，等等。此外，参加过官方调查组的一些干部以及他们的子女也曾将调查文本带出中国大陆，由海内外研究人员整理、汇编成36卷《广西文革机密档案资料》以及10卷续编，于2016-17年出版发行。该《档案资料》记载的有名有姓或有统计数字的被吃者达302人（次），但有遗漏。 
依据中共中央及中国政府特别调查组成员、公安部干部晏乐斌的记录： 
1968年，武宣县被分尸吃人肉、吃心肝的有38人，全县国家干部（包括原县委书记）、职工有113人吃过人肉、人心、人肝。贵县农民陈国荣路过武宣县去赶墟，因长得胖，被一民兵营副营长叫民兵把他活活杀害，挖出心肝，20人每人分了一块肉。女民兵班长陈文留，她一个人吃了6副人肝，还割下5名男人的生殖器泡酒喝，说是“大补”。这种吃人肉，挖心肝的暴行，武宣、武鸣、上思、贵县、钦州、桂平、凌云等县都有发生。
灵山县谭墟公社里屋大队侯国震之前当过土匪杀过人，“文革”中参加“联指”，先后8次参加打砸抢杀，捉了6名教师，亲自打死了3人，取肝6副，卖了36元（后仅判刑10年）。贵县，1968年8月一次在南门外江边杀死十几人，全部被剖腹挖肝，由执行枪毙的刽子手炒吃下酒。该县思阳公社民兵营长黄必友，杀人后将胆取出晒干后当作熊胆出卖。

上思县革委会成立后，1968年9月1日县“三代会”在平山广场召开杀人大会，十多名参加“4·22”组织的干部、群众被活活打死。散会以后，县革委会委员黎郝，将打死的十几名死者尸体，全部剖腹，将心肝挖出来，拿到县革委会食堂炒熟后给“三代会”代表下酒。南宁市徐振武的群众来信反映：“‘文革’期间，武宣、上思、灵山等县发生过吃人肉、吃人肝事件。武鸣县吃了29个人，副县长覃炳刚同志被打晕后，拉去开膛时，因人太瘦，周身无肉，又被拖出去丢在野外，遇救幸免”。

### 后续研究

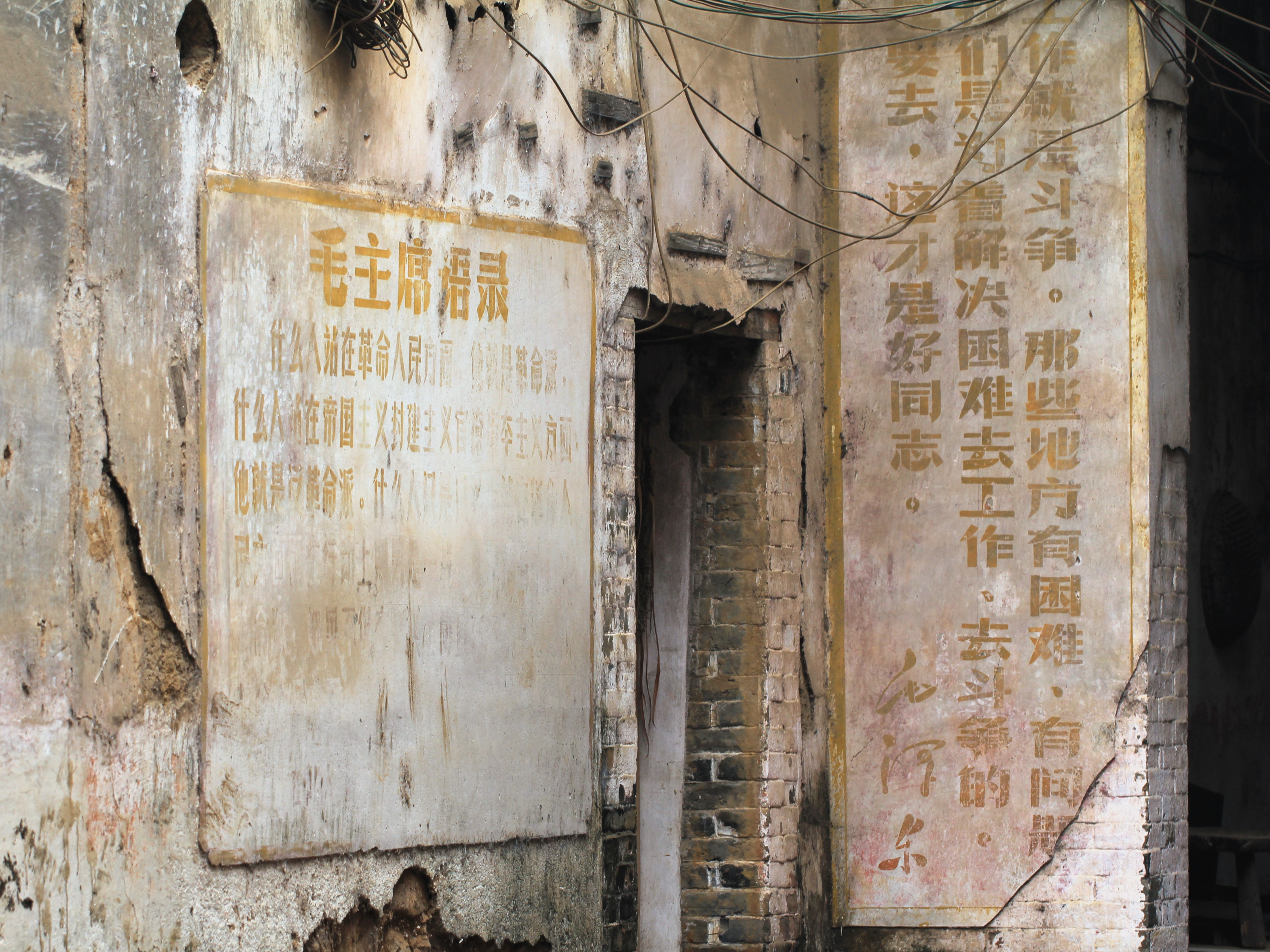
文革期间吃人事件较为普遍的广西武宣县。图为武宣街道墙上的毛泽东语录。

地理上，有调查研究显示广西至少有29个县发生过吃人事件，也有调查发现为31个县市。其中，武宣县被吃的受害者有38人（官方调查组）、70余人、上百人等不同数据，而武鸣县则有29人（官方调查组）。郑义在《红色纪念碑》一书中，将广西吃人分为三个阶段：
一、开始阶段：其特点是偷偷摸摸，恐怖阴森。某县一案卷记录了一个典型场面：深夜，杀人凶手们摸到杀人现场破腹取心肝。由于恐怖慌乱，加之尚无经验，割回来一看竟是肺。只有战战兢兢再去。
二、高潮阶段：大张旗鼓，轰轰烈烈。此时，活取心肝已积累了相当经验，加之吃过人肉的老游击队员传授，技术已臻于完善。譬如活人开膛，只须在软肋下用刀拉一“人”字形口子，用脚往肚子上一踩，（如受害者是绑在树上，则用膝盖往肚子上一顶——）心与肚便豁然而出。为首者割心、肝、生殖器而去，余下的任人分割。红旗飘飘，口号声声，场面盛大而雄壮。

三、群众性疯狂阶段：其特点可以一句话概括：吃人的群众运动。如在武宣，像大疫横行之际吃尸吃红了眼的狗群，人们终于吃狂吃疯了。动不动拖出一排人“批斗”，每斗必吃，每死必吃。人一倒下，不管是否断气，人们蜂拥而上，掣出事先准备好的菜刀匕首，拽住哪块肉便割哪块肉。 
依据加州州立大学洛杉矶分校（Cal State LA）历史学家宋永毅的调查研究：
广西民间学者一个一个县统计，421个人被吃掉。吃人的事情遍布广西27个县，三分之二的县发生吃人的事情。有一个所谓的五类分子，活活被打死了。他有两个孩子，一个11岁，一个14岁，那些党员干部、武装民兵说一定要斩草除根，竟然把他的两个儿子不但杀了，还吃了。在浦北县，这个县总共有35个人被杀、被吃，大多数是地富及其子女。有一个叫刘正坚的，全家被杀绝，他的女儿叫刘秀兰，当时只有17岁，被9个武装民兵轮奸19次，然后被剖腹取肝，还割下她的乳房吃掉。这些事情太多太多。
依据香港大学历史系讲席教授、美国斯坦福大学胡佛研究院高级研究员、2011年塞缪尔·约翰逊奖得主冯客：
因在大饥荒中偷一袋大米被判刑七年的周石安，刚从劳改营释放回家，就被“群众组织”抓捕。他的弟弟周伟安是造反派之一，已被杀害、切块、分食，头和一条腿放在市场里展示。人们宣称，周石安“是回来报仇的”，于是判处其死刑。“一把五英寸的刀切开他的胸膛。此时他还活着。一名地方领导挖出他的心和肝，其他村民也有样学样，把受害者分食到只剩下骨头。”武宣总共有七十多名受害者被吃下肚。
1967年整年以及1968年，在乡村地区有许多帮派，他们不仅仅在肉体上消灭对方，在其中一些小镇里他们还仪式性地吃掉对方。换言之，光消灭阶级敌人是不够的，你还要吃他的心，所以有一些记载非常详细的仪式性食人事件。

在进食阶级敌人时存在一个等级制度。领导可享用心和肝、混着猪肉吃，而普通村民只能啃食受害者的手臂和大腿。

## 各界反应

### 参与者

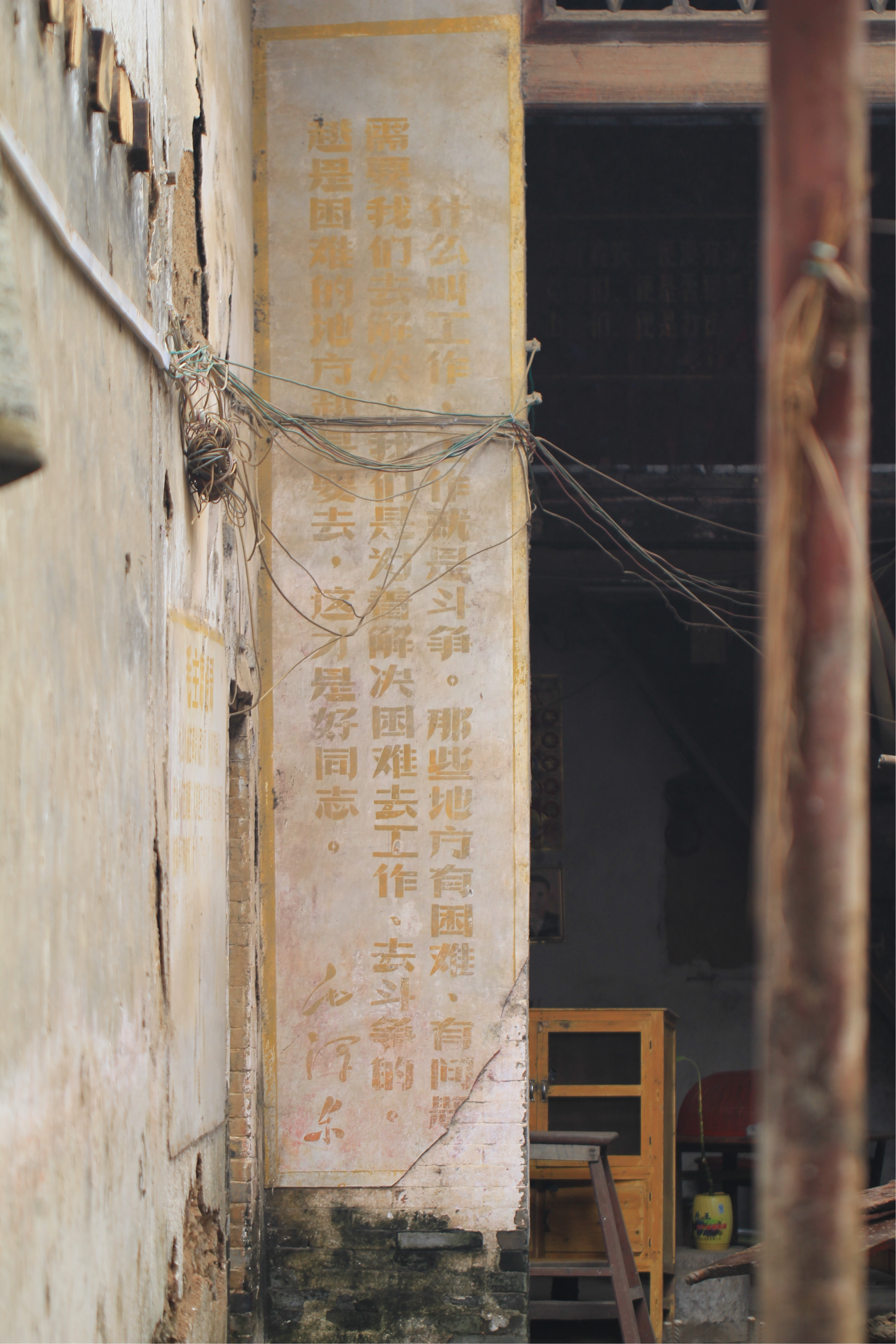
广西武宣县街道墙上印着的《毛主席语录》

- 文化大革命结束后的拨乱反正时期，中央成立的第一批调查组于1981年前往广西，但在两个多月里，工作组每到一处都受到当地区党委派来的人的严密监视，遇到重重障碍。据公安部干部晏乐斌的记录：在思想战线上，两个“凡是”之外，广西还多一个“凡是”一直在坚持，即“凡是韦国清同志批示的、指示的都要坚决照办”。... 广西的保皇派控制着各级党、政、军、企、事业单位的大权，并自成体系，向中央封锁消息，捂住盖子。谁要是触犯了他们，揭露了广西问题，轻则受到打击报复，撤职调离，重则受到镇压，判刑投入监狱劳改队，甚至处死[1][註 5]。
- 广西大屠杀的研究者郑义指出，韦国清（文革期间担任广西壮族自治区人民政府主席、革委会主任）在中央处理“文革”遗留问题的过程中，对将吃人肉者一律开除党籍和干籍的做法非常不满，曾反问道：“为什么吃过人的人不能继续当干部？”[7][12]
- 依据一位广西大屠杀的研究者，他所访问的当年的那些食人者，没有一个忏悔的，众口一词地说，当年就是你死我活的阶级斗争，如果他不杀那些人，那些人就会杀了自己[3]。

### 调查组及目击者
- 2013年，中国著名舞蹈家杨丽萍承认自己在文革期间看到了人吃人，但不一定是广西的事件。她说：“我对人性是悲观的，对人是悲观的，因为我们经过文化大革命，所以非常警惕，我很警惕，像孔雀一样警惕，小心，因为人是最可怕的动物，要不杰克逊就不会死了。......看到人吃人，人伤人，现在一样的。现在随时人都会伤害你，他们甚至伤害你不知道为什么伤害了你。”[66][67]
- 2013年，清华大学历史系教授秦晖与美国哈佛大学教授傅高义在谈论邓小平的贡献时提到，“我的家乡广西，‘造反派’更是在毛时代被大规模屠杀、有的人甚至被活活吃掉！1968年的血腥夏天，香港、澳门的人都知道从西江上滚滚而下漂出珠江口的尸体，后来官方说近九万，民间说有十几万之多。”[68][69][70]
- 2016年，一位参与过1980年代初官方调查组的高级干部告诉法新社，“所有的吃人事件都是阶级斗争被挑唆的结果，并被用来表达一种憎恨。那些谋杀是极可怕的，比野兽还坏。”[6][71]同年法新社还采访了广西当地一名刘姓男子，他说：“吃人？我当时在这里，我经历过……但是武宣近年发展得很快。（再谈）那段历史没有意义。”[6][46][71]

### 研究人员
- 2016年，香港科技大学教授丁学良告诉法新社，“这不是由于经济原因而造成的吃人事件，譬如饥荒。这是由政治事件、政治仇恨、政治意识、政治仪式造成的。”[6][71]
- 2015年，清华大学历史系教授秦晖撰文称，吃人事件与广西少数民族落后传统有关的说法“是完全站不住脚的”。他通过研究发现，“广西民族分布的基本情况是东部主要为汉族，西部少数民族为主，由西至东少数民族人口比例递减、汉族比例递增。而那些极端残忍野蛮的吃人事件全部发生在中、东部的汉壮混居地带，其中吃人案例次多的灵山和浦北、钦州、合浦、容县等地基本是汉族区，少数民族人口极少。而广西少数民族人口比例最大、经济社会也最不发达的西部（百色、河池两地区）反倒没有这种事。”[72]
- 2001年，美国普林斯顿大学中文教授林培瑞说道，“我相信郑义（关于吃人事件）的故事。他是一个正直的作家，而且大量的细节体现了真实性。”[19]
- 1997年，美国德克萨斯理工大学历史学教授钟其瑞（另译“郑麒来”，Key Ray Chong[73][74]）在其对郑义《红色纪念碑》一书的书评中写道，“文化大革命期间，许多中国的官员知晓这个恐怖事件，一个与1940年代的纳粹大屠杀以及1970年代的波尔布特杀戮战场等价的事件。但他们却对此事保持沉默。”[75]
- 1995年，美国卡耐基梅隆大学教授蘇堂棣（Donald S. Sutton）在其研究论文中写道，“武宣县真的发生过吃人事件吗？......最近，学者、记者约翰·吉廷斯亲自前往武宣，独立验证了这个事件真实性。一位刚下班的当地职工轻松地谈论着杀戮和吃人事件——被询问时，很爽快地写下了自己的名字和地址——并加上了一点骄傲的话语，‘在武宣...我们比中国其它地方吃的人都多’（《卫报》，1993年11月27日）。”[10]

### 各国媒体

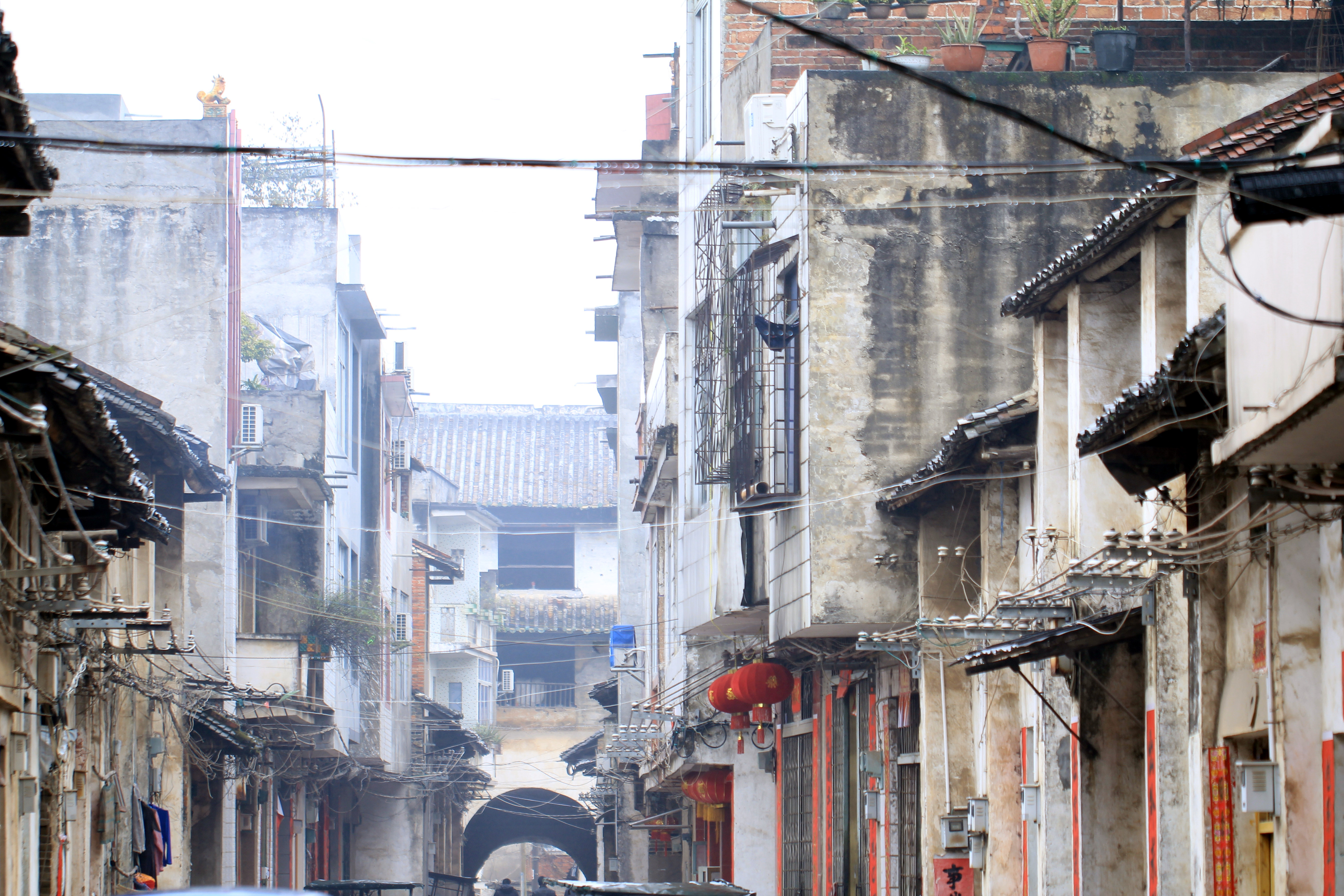
广西武宣县老街区

- 2016年，爱尔兰的《爱尔兰时报》在其文革50周年的回顾文章中认为，“可怕的故事比比皆是。譬如在广西壮族自治区就有人吃人的故事，‘坏分子’被公开屠杀、70多名受害者在武宣被吃。”[76]
- 2016年，英国的《卫报》在其文革50周年的回顾文章中认为，“也许受到最坏影响的地区就是广西壮族自治区南部，那里报道出现了大量杀戮甚至人吃人事件。”[77]
- 2013年，中国大陆官方的人民网、中华网、腾讯网等媒体转载《中国青年报》张鸣的文章，承认广西吃人事件，称“有的地方，比如广西，打死人之后，还吃掉人的心肝，在那个地方，这样吃人的事居然还相当普遍！”该文章认为，“在20世纪的人类历史中，任何国家，有过我们这样的文革吗？唯一可以比拟的，就是德国的纳粹时代。然而，迄今为止，我们却连个像样的历史回顾、像样的反思都没有”、“不反思文革的社会，也许还是一个食人部落。这样的部落，无论人们的外表多么光鲜，采用多么现代化的文明果实，终究还是没有人性的食人部落。经历了文革，国人没有反思，就走不出食人部落，人人就都可能食人，人人也都可能被食。”[3][78][79]
- 1996年，美国《华盛顿邮报》在学者郑义发表其有关广西食人事件的新书后认为，“共产党想要阻止对已去世的毛泽东主席和其他诸多党员进行深入分析。但对真相的全面揭露也许能摧毁这个党仅存的少许合法性。”[21]
- 1993年，美国《时代周刊》认为，“毛泽东的文化大革命是一场意识形态狂热、群众歇斯底里以及直观暴虐行为的大爆发，导致了大约1千万中国人的死亡，毁坏了至少数百万人的生命。而现在，有关1966年-1976年间更恐怖的极端行为的描述已昭然若揭——对于人吃人行为的指控，数百名男人和女人以“革命纯净”的名义打破了全人类的最大禁忌。”[19]
- 1993年，美国《新闻周刊》认为，“（对广西事件的）记述令人震惊。校长们在学校内被学生杀死，然后煮来吃。政府官方食堂内用肉钩挂着人的尸体，分发给职工食用...... 上周从中国偷运出来的档案，诡异而详细地描述了文化大革命期间的暴行。” [80]
- 1993年，美国《纽约时报》认为，“在过去这个世纪里甚至更久远，广西事件很显然是世界上最广泛的人吃人事件。这些人与其他食人者不同的地方在于，他们并没有受到饥荒或者精神疾病的刺激。相反，这些行为看起来是体现了某种意识形态：档案记载的在公共场合发生的人吃人，经常是当地共产党官员组织的，而很明显人们参与其中是想证明自己的革命热忱。”[11]

## 相关阅读
- 安德鲁·G·魏昂德：《广西内战：中国西南边陲的文化大革命》，斯坦福大学出版社，2023年3月。
- 冯客：《文化大革命：人民的歷史1962-1976》（當代中國史學家馮客三部曲之一） 。聯經出版社，2016年，ISBN 9789570848656。
- 宋永毅：《广西文革机密档案资料》。国史出版社，2016年7月1日。ISBN 9781630327767。
- 严飞：《政治运动中的集体暴力：“非正常死亡”再回顾（1966-1976） （页面存档备份，存于）》。《二十一世纪》双月刊，2016年6月。
- 张立军：《广西文革灭绝人性的人吃人事件[]》。胡耀邦史料信息网（转中评网），2015年7月。
- 苏阳：《“文革”中的集体屠杀：三省研究 （页面存档备份，存于）》。《当代中国研究》，2006年（第三期）。
- 宋永毅：《“文革”中的暴力与大屠杀 （页面存档备份，存于）》。《当代中国研究》，2002年（第三期）。
- 郑义：《红色纪念碑》，华视文化公司，1993年，ISBN 9575720482、9789575720483。
- 吴若愚：《机密文件记录的广西文革大屠杀（页面存档备份，存于互联网档案馆）》，共识网，香港中文大学。
- 《广西“文化大革命”大事年表》编写小组：《广西“文化大革命”大事年表》（页面存档备份，存于），1989年5月。
- 安德鲁·G·魏昂德. Rebellion and Repression in China, 1966–1971 （页面存档备份，存于）. Social Science History, Volume 38, Numbers 3 & 4, Fall/Winter 2014, pp. 513-539 (Article) Published by Cambridge University Press.
- 宋永毅. Chronology of Mass Killings during the Chinese Cultural Revolution (1966-1976). Online Encyclopedia of Mass Violence, 25 August, 2011. ISSN 1961-9898.
- SEKI Hei. A HISTORY OF MASSACRES IN CHINA What Makes the Chinese Such Lovers of Murder?. 2007.
- Joseph W. Esherick (Editor), Paul G. Pickowicz (Editor), Andrew G. Walder (Editor). The Chinese Cultural Revolution as History. 斯坦福大学出版社, 2006. ISBN 9780804753500.
- Key Ray Chong. Scarlet Memorial: Tales of Cannibalism in Modern China (review). China Review International, Vol. 4, No. 2, Fall 1997. pp. 599-602.
- Fleshing out a gruesome story （页面存档备份，存于）. 《南华早报》25 January 1997.
- Donald S. Sutton. Consuming Counterrevolution: The Ritual and Culture of Cannibalism in Wuxuan, Guangxi, China, May to July 1968. Comparative Studies in Society and History, Vol. 37, No. 1 (Jan., 1995), pp. 136-172.
- John Gittings. The truth behind the fiction. Index on Censorship, Vol. 23, 1994. pp. 204-205.